# St. Valentine’s Day Massacre
A St. Valentine's Day Massacre a Motörhead és Girlschool zenekarok 1981-ben kiadott közös mini-albuma, amely a brit lemezlistán az 5. helyig jutott megjelenésekor.
A lemez ötlete Vic Maile producertől jött, aki 1980 végén éppen a csupa lányból álló Girlschool zenekar albumának felvételein dolgozott. A Motörhead a dobosuk Phil 'Philthy Animal' Taylor gerincsérülése miatt akkoriban rövid ideig nem tudott koncertezni így ráálltak az ajánlatra. A felvételeken végig a Girlschool dobosa Denise Dufort játszik.
Az A-oldalon a Motörhead és a Girlschool együtt játsszák Johnny Kidd & The Pirates pörgős rock and roll számát a "Please Don't Touch"-t, Lemmy és Kelly Johnson közös duettjével. 1981. február 19-én a BBC népszerű Top of the Pops műsorában is előadták (). A B-oldalon egymástól dolgoztak fel egy-egy dalt. Az "Emergency"-t a Motörhead gitáros Eddie Clarke, a "Bomber"-t pedig a Girlschool basszusgitárosa Enid Williams énekli.
A Motörhead Ace of Spades albumának 1996-ban kiadott CD változatán a "Please Don't Touch" és az "Emergency" bónuszként szerepel.

## Az album dalai
1. "Please Don't Touch" (Johnny Kidd, Guy Robinson) – 2:49
2. "Emergency" (Kim McAuliffe, Kelly Johnson, Enid Williams, Denise Dufort) – 3:00
3. "Bomber" (Eddie Clarke, Ian 'Lemmy' Kilmister, Phil 'Philthy Animal' Taylor) – 3:38

## Közreműködők
- Ian 'Lemmy' Kilmister (Motörhead) – basszusgitár, ének, háttérvokál
- 'Fast' Eddie Clarke (Motörhead) – gitár, ének
- Kim McAuliffe (Girlschool) – ritmusgitár
- Kelly Johnson (Girlschool) – szólógitár, ének
- Enid Williams (Girlschool) – basszusgitár, ének
- Denise Dufort (Girlschool) – dobok